# 마쓰모토 히토시

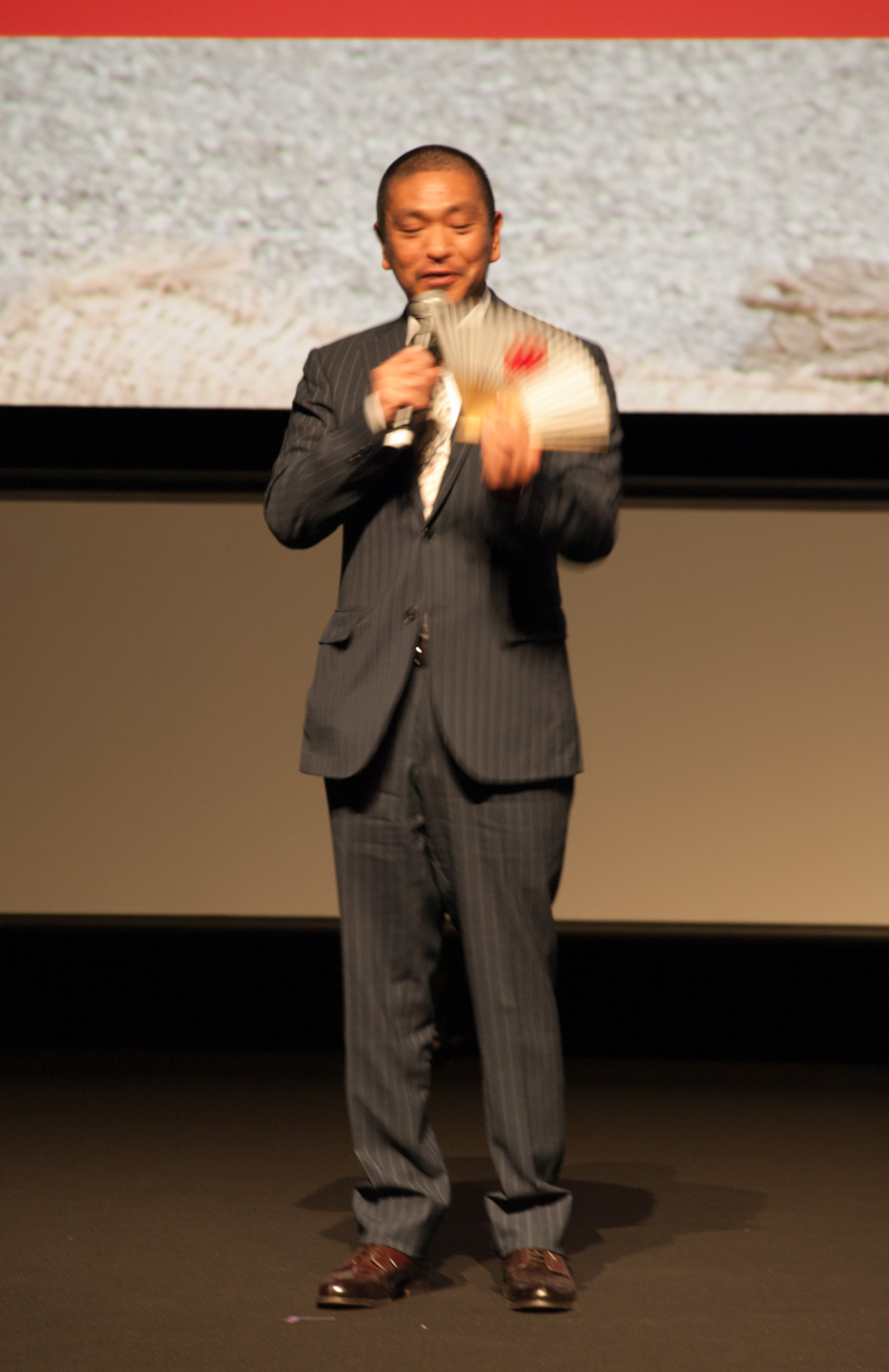

마쓰모토 히토시(일본어: 松本 人志, 1963년 9월 8일 ~ )는 일본의 남성 개그맨으로 요시모토 크리에이티브 에이전시(도쿄) 소속이다. 개그 콤비 다운타운의 멤버로 애칭은 맛짱이며, 2009년 5월에 전 탤런트인 이하라 린과 결혼을 발표하였다.

## 약력
- 효고현 아마가사키시 출신인 마쓰모토 히토시는, 1982년, 효고 현 아마가사키 공업고등학교를 졸업 후, 초등학교 시절부터 친구였던 하마다 마사토시와 함께 요시모토 종합 예능학교(NSC)에 1기생으로 입학했으며 입학 당시부터 하마다와 콤비를 결성했다.
- 다운타운 결성 후 TV 프로그램에 고정 출연하기 시작했다. [ダウンタウンのガキの使いやあらへんで!!](니혼 TV 계열)[ダウンタウンのごっつええ感じ](후지 텔레비전 계열)등에서는 출연뿐만 아니라 방송의 기획과 구성을 담당했다.
- 1994년부터 1995년에 걸쳐, 마쓰모토가 주간 아사히에 연재했던 에세이가 단행본으로 출시된다. 타이틀은 [유서], [마쓰모토]로, 각각 250만부와 200만부의 판매고를 달성하였다.
- 1990년대 후반부터, [1人ごっつ] 시리즈(후지 텔레비전 계열, 입장료 1만 엔의 콩트 라이브 [寸止め海峡(仮)], 후불제 라이브 [松風'95], 콩트 비디오 [HITOSI MATUMOTO VISUALBUM] 등, 개인 활동도 시작하게 된다.
- 2000년, 자신의 원안으로 제작된 [전설의 교사](니혼 TV 계열, SMAP의 나카이 마사히로와 공동 주연)에 주연으로 드라마에도 출연하게 된다.
- 2006년, 제 2 니혼 TV의 VOD로 신작 콩트「Zassa」를 온라인으로 송신.
- 2007년, 마쓰모토 자신이 기획, 극본, 감독, 출연의 1인 4역을 담당한 영화 [대일본인]을 발표하고 감독으로 데뷔한다. 일본에서의 공개에 앞서 칸 국제 영화제의「감독 주간」에 초청되었지만, 신인감독상에 해당되는 카메라 돌의 수상에는 실패하였다.
- 2008년, 도쿄 스포츠 신문사가 주최하는 [제8회 비트 다케시의 엔터테인먼트 상]에서 화제상을 수상한다.
- 2009년, 소속사를 통해 일반인 여성(전 탤런트 출신인 이하라 린)과 결혼했음을 발표했다.
- 2009년 10월, 제 14회 부산국제영화제에 감독자격으로 내한했다.

## 인물

### 개그 스타일・직업
[ダウンタウンのガキの使いやあらへんで!!]의 프리 토크에서 보이는 즉흥적인 개그 스타일의 특징을 가지고 있고, 또한 『다운타운노 곳쓰에에칸지』에서 보이는 짜인 콩트에도 정평이 나있다. 자신의 레귤러 프로그램과 무대 등에서는 출연자로서 뿐만 아니라, 스스로 프로그램의 기획과 구성에 참여하고, 제작에도 적극적으로 관여한다.
솔로 활동에서도 [人志松本のすべらない話], [働くおっさん劇場] 등의 TV 프로그램의 출연과, 비디오 단편집 [頭頭], DVD 오리지널 콩트 단편집 [HITOSI MATUMOTO VISUALBUM] 등을 제작하고, 2007년에는 첫 영화감독 작품인 [대일본인]을 발표하는 등, 제작자로서의 다채로운 활약을 보여주고 있다.

### 취미・기호
- 아버지의 직업 관계상, 여러 가지 공연의 티켓을 쉽게 구할 수 있었기 때문에, [요시모토 신희극] 등의 무대를 자주 관람하러 갔다. TV 버라이어티 프로그램도 좋아해서, [더 드리프터즈] 등의 프로그램도 자주 시청하였으며 그 밖에도, 쇼후쿠테이 니카쿠, 카쓰라 슌쵸 등의 라쿠고에도 흥미를 갖고 있었다. 또한 초등학교 시절, 친구와 만담 콤비를 결성하여, 실제로 학급 친구들 앞에서 만담을 연기하곤 했다.
- 특기는 자동차 운전[1] 취미는 당구와 비디오 게임이다.
- 축구, 프로야구를 비롯해, 스포츠를 싫어하는 것으로 유명하지만, 친구 중에 다쓰요시 죠이치로가 있는 것으로 보아, 복싱 등의 일부 격투기는 좋아하는 것으로 보인다. 복싱에는 마쓰모토 자신도 도전한 적이 있으며, 복싱을 배우는 모습을 방송에서 방영한 적도 있다. 또한, 마쓰모토가 유일하게 좋아한다고 공언하는 프로야구 선수로, 전 주니치 드래건즈의 마쓰모토 유키쓰라를 내세우고 있다.
- 빈센트 반 고흐, 안네 프랑크에 흥미가 있어, NHK BS에서 방영된 프로그램인 『마쓰모토 히토시의 진실』에서 네덜란드 암스테르담에 위치한 고흐 미술관과 안네 프랑크의 은신처를 방문하는 마쓰모토의 모습이 방영되었다.
- 성인 비디오와 사창가를 좋아함을 떳떳이 내세우고 있다. 단, 소프 랜드는 인생에서 단 한번 밖에 가지 않았다고 이야기하고 있다.[2]。
- 「가면 라이더」와 「자이언트 로보」의 DVD-BOX를 가지고 있는 등 특촬 히어로물 프로그램을 좋아해, 자신의 콩트에도 특촬 히어로물을 주제로 한 것이 많이 있다([Miracle Ace], [세기말 전대 고렌쟈이] 등 다수). [울트라 맨]과[울트라 세븐]을 동일시하는 시선에 분노를 느끼고 있을 정도이다. 또한, 자신의 첫 감독 작품인 [대일본인]도 특촬 히어로물을 주제로 하고 있다.
- 헤비 스모커였지만, 2003년부터 흡연량을 대폭 줄이고 있다. 2004년 4월에는, 사실상 금연에 성공했음을 밝혔다.[3]

### 가족
- 3남매 중 막내로, 가족은 아버지, 어머니, 형, 누나로 이루어져 있다. 가족의 일화를 방송에서 자주 이야기하며, 방송에 출연할 때도 있다.
- 마쓰모토의 친형은 주식회사 HUMAX의 이사로 재직하고 있으며, 2007년에 가수로 데뷔한 마쓰모토 타카히로이다.

### 그 밖의 에피소드
- 소년 시절에 만화 [천재 바카봉], [화장실 박사] 등에 영향을 받아, 만화가를 목표로 했지만, 아카즈카 후지오의 만화책 몇 권에 「만화가는 계산(구구단)을 못하면 안 된다」고 적혀 있는 것을 본 마쓰모토는, 구구단을 잘 못했기 때문에 만화가로의 길을 단념했다고 이야기하고 있다. 『바카본』은 굉장히 좋아했는데 마지막 회인 「바카본 일가가 안녕을」은 볼 수 없었다고 이야기하고 있다. 그 밖에, 개그 만화가 중에서는 이가라시 미키오를 칭찬하는 발언을 하고 있다.
- 풍족한 가정이 아니었기 때문에, 한정된 물건을 사용해 스스로 놀이를 발명하는 등의 창의정신 안에서 상상력이 단련되었다고 이야기하고 있다. 인터뷰에서는「돈 들이지 않고 시작할 수 있으니까 개그를 시작했다」고 이야기하고 있다.[4]
- 존경하는 연예인이라고 공언하고 있는 사람은 후지야마 간비, 시마다 신스케, 시무라 겐 등이다.
- AV 여배우 마쓰모토 콘치타의 작명가이다. 또한 탤런트 아리사카 쿠루메의 이름도 지어준 바 있다.
- 2006년, 비디오 대여점의 성인 코너에 있는 모습이 담긴 사진을 잡지 FLASH가 무단으로 게재하여, 그 사진과 비슷한 모습이 방범 카메라의 기록 비디오에서 발견되었기 때문에 발행처인 고분샤를 고소하여, 승소하였다. 이에 의하여, 「방범 카메라의 비디오 영상으로부터의 사진 도용은 고소할 수 있을 정도의 악행이다」라는 주장이 인정받게 되었다.
- 사면발니로 고생했던 경험이 있으며, 한 때, 자신의 프로그램에서 빈번히 개그 소재로 이용하였다. 또한 얼마 후, 또 다시「사면발니」에 걸려 고생한 경험을 방송에서 이야기하고 있다.
- 방송에서는 양복을 입고 출연하는 경우가 많으며, 넥타이의 앞을 바지에 넣는 것을 고집하고 있다.
- 더 크로마뇽즈(전 THE HIGH-LOWS・THE BLUE HEARTS)의 코모토 히로토와 친분이 있어, 방송에서의 공동 출연과, HIGH-LOWS의 앨범 재킷의 디자인, CF 출연 등을 하고 있다.
- 「ごっつええ感じ」에서 이과 실험 코너를 할 때, 의도적으로 작동시킨 에어백으로 얼굴에 큰 부상을 당한 적이 있다.
- 이쥬인 히카루는 「마쓰모토 씨의 굉장한 점은, “마쓰모토 히토시의 진정한 재미있음을 아는 사람은 나뿐이구먼”이라는 생각을 모두에게 각인시킬 수 있는 점이예요. 그러니까 시청률 30% 찍을 수 있는 거예요.」라고 마쓰모토를 평가하고 있다.
- 마쓰모토 본인도 인정하는 극도의 낯가림으로 인해, 자신이 진행하지 않는 다른 사람의 프로그램에 게스트로 출연하는 것이 어렵다고 이야기하고 있지만, 첫 감독 작품인 [대일본인]의 공개 전에는 乗り気で「선전을 구실로 여러 가지 프로그램에 나가보자고 마음먹었다」고 이야기하거나, [虎の門]の[虎の門#しりとり竜王戦|しりとり竜王]에도 참가하고 싶다고 이야기하거나(실제로 게스트로 출연했지만 심사원으로서 참가했다), [食わず嫌い王], [우타반], [100人目のバカ] 등, 몇몇 방송에 대해서 「출연해도 괜찮을 것 같은데...」라고 이야기하고 있다. 한편으로는 [恋するハニカミ!]에는 어떠한 일이 있어도 출연하는 일은 없을 것이라고, 자신의 라디오 프로그램인 [방송실]에서 이야기하고 있다.
- 고등학교 시절, 하마다 마사토시와 아마추어 예능 프로그램에 출연했을 때, 요코야마 야스시에게 재능이 있다고 칭찬받았지만, 하마다는 요코야마에게 퇴짜 맞았다.
- 1998년, 7월 19일 방영된 [ダウンタウンのガキの使いやあらへんで]에서의 토크 코너에서 「머리카락을 2밀리미터로 깎을 거야」라고 말했고, 그 후(다음 주)7월 26일 방송부터 정말로 빡빡이가 되어, 현재에 이르고 있다.[5]。머리를 민 이유에 대해서 「불필요한 것을 제거하고 싶었다.」라고 이야기하고 있다.

## 작품
마쓰모토 히토시 개인으로서의 감독 작품을 기재하였다. 다운타운으로서의 출연 작품은 다운타운의 작품의 항목을 참조할 것.

### 애니메이션
[공포의 교찬]
후지 텔레비전 계열의 프로그램 [ダウンタウンのごっつええ感じ]에서 방영된 마쓰모토 원작에 의한 애니메이션 작품으로, 과격한 내용으로 시청자들로부터 많은 항의를 받아 7회 만에 종영되었다. 상품화되지 않았다.

### 영화
[사스케] (2001년)
니혼 TV 계열의 버라이어티 프로그램인 [進ぬ!電波少年]의 기획에서 제작된 단편 영화로 상품화되지 않았다.
[대일본인] (2007년)
마쓰모토가 기획, 감독, 각본, 주연의 1인 4역을 담당한 감독 데뷔 처녀작으로 제 60회 칸 국제 영화제의 감독주간 부문에 정식으로 초청된 작품이다.
[심볼] (2009년)
2009년 9월에 정식 개봉하는 마쓰모토 히토시의 2번째 감독 작품. 2009년 7월 기준으로, 일본의 극장에서는 영화 상영 전 이 영화의 예고편이 방영되고 있다.
[사여 자무라이] (2011년)

### 인터넷 송신
Zassa (2006년)
제2 니혼 TV에서 송신하는 VOD 오리지널 콩트. 마쓰모토는 기획과 구성을 담당하였으며 이타오 이쓰지와 미야가와 다이스케 등과 함께 출연도 하였다.

### 비디오
ダウンタウン松本人志の流 頭頭(とうず) (1993년 7월 9일)
오리지널 비디오 작품. 마쓰모토가 감독, 주연의 1인 2역을 담당하였다.
寸止め海峡(仮) (1995년 1월 20일)
같은 타이틀의 마쓰모토 히토시 1만엔 라이브를 수록한 비디오로 관객들에게 가장 인기가 많았던 코너 [사진으로 한마디]는, '입장료를 지불하고 보러 온 관객들만의 특전'으로서 의도적으로 비디오에 수록하지 않았다.
松本人志のひとりごっつ 其ノ一~其ノ九 (1997년)
HITOSI MATUMOTO VISUALBUM Vol. 사과 [약속] (1998년)
HITOSI MATUMOTO VISUALBUM Vol. 바나나 [친절] (1998년)
HITOSI MATUMOTO VISUALBUM Vol. 포도 [안심] (1999년)
わらいのじかん (2000년)
わらいのじかん2 (2000년)

### DVD
松本人志自選集「スーパー一人ごっつ」Vol. 1~5 (2002~2003년)
HITOSI MATUMOTO VISUALBUM [완성] (2003년)
働くおっさん人形 (2003년)
人志松本のすべらない話 (2006년 6월 28일)

### 음악 작품
- 작사가로서 데뷔한 작품은 [夢で逢えたら]에서 만들어진 [A・MA・CHAでカッポレ]이다.
- 1993년에 어느 프로그램의 기획에서 마쓰모토가 작사하고, 도코로 죠지가 작곡하여 발표한 발라드 [Love Hunter]를 가수 하마다 마사토시의 이름으로 CD 발매하였다.
- 사카모토 류이치와 TOWA TEI의 프로듀스 하에 파트너 하마다 마사토시와 함께 [GEISHA GIRLS (KEN & SHO)]로서 1994년과 1995년에 CD를 발매하였다.
- 하마다 마사토시가 고무로 데쓰야와 결성한 유닛 [H Jungle with t]로 「NHK 홍백가합전」에 출연했을 때, 마쓰모토가 [GEISHA GIRLS]의 의상으로 나타나, 홍백가합전 첫 출장을 달성하였다. 첫 번째 싱글인 [WOW WAR TONIGHT]의 간주부분에도 참가하였다.
- 1997년, [エキセントリック少年ボウイオールスターズ]의 작사를 담당하였다.
- 1998년, [日影の忍者勝彦オールスターズ]의 작사를 담당하였다.
- 2001년, [Re: Japan]의 멤버로서 [明日があるさ] CD를 발매하였다.
- 2004년, 11월 17일, 「하마다 마사토시와 마키하라 노리유키」의 듀엣 곡 [치킨 라이스]의 작사를 담당하였다. 마키하라는 마쓰모토가 보낸 가사를 보고 그 자리에서 오열했다고 한다.

### 식품 완구
- [마쓰모토 히토시 세계의 희귀괴물] (2003년)

## 출연
마쓰모토 히토시 개인출연 작품을 기재하였다. 다운타운으로서의 출연작품은 다운타운의 출연항목을 참조할 것.

### 영화
- 사스케 (2001년)
- 明日があるさ THE MOVIE (2002년)
- 대일본인 (2007년)감독, 각본
- 심볼 (2009년)

### TV 드라마
오랫동안 출연을 고사해 왔지만 [전설의 교사]에서 주연을 맡는다. 여기에는 마찬가지로 [철도원]에 출연하기까지 연극 관련 출연을 하지 않았던 시무라 겐의 영향이 있다고 일컬어진다.
- 竜馬におまかせ! (1996년, 니혼 TV, [마치무스메] 역으로 우정 출연하였다.)
- 전설의 교사 (2000년, 니혼 TV, [난바 지로] 역)
- 明日があるさ (2001년, 니혼 TV, [수수께끼의 남자] 역으로 매회 마지막에 잠깐 출연하였다.)
- 노다메 칸타빌레 (2006년, 후지 텔레비전, [마쓰모토 히토시] 역으로 게스트 출연하였다.)

### 버라이어티
- 一人ごっつ (1996~1997년, 후지 TV)
- 一人ごっつ|新・一人ごっつ (1997년, 후지 TV)
- 一人ごっつ|松ごっつ (1998년, 후지 TV)
- わらいのじかん (1999~2000년, TV ASAHI)
- わらいのじかん|わらいのじかん2 (2000년, TV ASAHI)
- 松本紳助 (2003년 4월부터 프로그램명이 [松紳]으로 변경) (2000~2006년, 히로시마 TV→니혼 TV)
- M-1 그랑프리(2001년~ 아사히 방송)
- SMAP×SMAP 특별편 나카이 마사히로 Singles (2001년, 후지 TV, 나카이와 마쓰모토의 대담 형식으로 진행)
- サイボーグ魂 (2002~2003년, TBS)
- 働くおっさん人形 (2002~2003년, 후지 TV)
- 모닝 빅 대담 (2003년, 후지 TV)
- 人志松本のすべらない話 (2004~2008년, 후지 TV 계열)
- 働くおっさん劇場 (2006~2007년, 후지 TV)
- 森田一義アワー 笑っていいとも!|笑っていいとも! 텔레폰 쇼킹(게스트, 2007년 6월 1일)
- さんまのまんま (게스트, 2007년 6월 1일)
- SmaSTATION (게스트, 2007년 6월 2일, TV ASAHI)
- 마쓰모토 견문록 (2008년~, TBS)
- 人志松本のゆるせない話 (2008년~2009년, 후지 TV 계열)
- 人志松本の〇〇な話 (2009년 4월 14일~, 후지 TV 계열)

### 다큐멘터리
- NHK BS 10주년SP [마쓰모토 히토시의 진실] (NHK-BS, 1999년 1월 29일)
- ゲツヨル! 특별판 ~마쓰모토 히토시 모든 것을 이야기한다~ (니혼 TV, 2007년 5월 28일)
- 마쓰모토 히토시의 대인간론 (NHK 디지털 위성 하이비전・NHK 위성 제2차 텔레비전 (BS2)・NHK 종합 텔레비전, 2007년 6월 21일[6])

### 무대
寸止め海峡(仮) (1994년)
입장료 1만 엔의 '연기자가 관객을 고르는' 라이브. 이미다 코지・이타오 이쓰지・히가시노 코지 등이 출연하였다.
松風'95 (1995년)
슬라이드 사진에 코멘트를 붙이는 형식의 단독 라이브로 입장료를 관객의 평가에 맡겨, 공연이 끝난 후에 출구에서 입장료를 받는 후불제 라이브 형식이었다.

### 라디오
- [방송실] (2001~2009년 JFN)

### CF
- 코카 콜라 캔 커피「조지아 ZOTTO」 (1996년)
- ツーカー 기업 CF (2003~2008년) ※ 후기에는 포스터에만 출연하였다.
- 산토리 [Super Blue] (2004년)
- 玉姫殿
- THE HIGHLOWS, BEST ALBUM [FLASH ~BEST~] (2006년)

### 일러스트
- THE HIGHLOWS 싱글 [千年メダル], [真夜中レーザーガン] 앨범 [ロブスター]의 재킷 일러스트 담당

## 저서
- 유서 (1994년 9월, 아사히 신문사) ISBN 978-4-02-256809-0
- 마쓰모토 (1995년 9월, 아사히 신문사) ISBN 978-4-02-256898-4
- 松風'95 HITOSHI MATSUMOTO 4D-EXPO(1996년 6월, 아사히 출판사) ISBN 978-4-255-96009-8
- 마쓰모토의 유서 (1997년 7월, 아사히 신문사) ISBN 978-4-02-261191-8

[유서]와 [마쓰모토]를 한 권으로 묶어 발행한 책이다.
- 마쓰모토 히토시 사랑 (1998년 9월, 아사히 신문사) ISBN 978-4-02-257300-1
- 마쓰모토 보우즈 (1999년 1월, ロッキング・オン) ISBN 978-4-947599-62-9
- 전설의 교사 (2000년 7월, ワニブックス) ISBN 978-4-8470-1350-8
- 도감 (2000년 11월, 아사히 신문사) ISBN 978-4-02-257550-0
- 마쓰모토 신스케 (2001년 12월, ワニブックス) ISBN 978-4-8470-1415-4
- 마쓰모토 시네마 보우즈 (2002년 1월, 닛케이 BP사) ISBN 978-4-8222-1733-4
- 철학 (2002년 3월, 幻冬舎) ISBN 978-4-344-00166-4
- 마쓰모토 재판 (2002년 3월, ロッキング・オン) ISBN 978-4-86052-002-1
- 裏松本紳助 (2002년 10월, ワニブックス) ISBN 978-4-8470-1473-4
- 플레이 보우즈 마쓰모토 히토시의 인생상담 (2002년 12월, 슈에이샤) ISBN 978-4-08-780364-8
- 방송실 (2003년 7월, TOKYO FM 출판) ISBN 978-4-88745-083-7
- 방송실의 내면 (2003년 7월, ワニブックス) ISBN 978-4-8470-1515-1
- 定本 [一人ごっつ](2003년 9월, ロッキング・オン) ISBN 978-4-86052-024-3
- 松紳(2004년 6월, ワニブックス) ISBN 978-4-8470-1559-5
- 좋은가, 싫은가 ~마쓰모토 히토시의 이원론~ (2004년 10월, 슈에이샤) ISBN 978-4-08-780401-0
- 방송실 그 두 번째 (2005년 2월, TOKYO FM 출판) ISBN 978-4-88745-119-3
- 시네마 보우즈 2 (2005년 6월, 닛케이 BP사 ISBN 978-4-8222-1744-0
- 좋은가 싫은가 2 ~마쓰모토 히토시의 최종재판~ (2005년 10월, 슈에이샤) ISBN 978-4-08-780422-5
- 방송실 그 세 번째 (2006년 4월, TOKYO FM 출판) ISBN 978-4-88745-158-2
- 松本人志のちょっとした言葉カレンダー2008 (2007년 11월, 닛케이BP 출판센터) ISBN 978-4-8470-1746-9
- 시네마 보우즈 3 (2008년 6월, 닛케이BP 출판센터) ISBN 978-4-8222-6321-8
- 마쓰모토 히토시의 분노 ~Red Edition~ (2008년 8월, 슈에이샤) ISBN 978-4-08-780503-1
- 마쓰모토 히토시의 분노 ~Blue Edition~ (2008년 8월, 슈에이샤) ISBN 978-4-08-780504-8

### 관련서적
요시모토 흥업・마쓰모토 비공인 서적
- 괴인・마쓰모토 히토시의 수수께끼 (1995년, 코알라 북스) ISBN 978-4-87693-261-0
- 怪人・松本人志のホンマごっつ (1998년, 코스믹 인터내셔널) ISBN 978-4-88532-850-3
- 마쓰모토 히토시 SHOW (1999년, 河出書房新社) ISBN 978-4-309-26371-7
- 마쓰모토 히토시 아마가사키 청춘 이야기 (2003년, 코어 하우스) ISBN 978-4-89809-139-5

## 연재
- 오프오프・다운타운(주간 아사히, 아사히 신문사)1994~1995년

후에 [유서]・[마쓰모토]라는 단행본으로 출판되었다.
- 마쓰모토 히토시의 시네마 보우즈 (닛케이 엔터테인먼트!, 닛케이BP)1999년 6월~2008년 6월호

[플레이 보우즈]의 이름을 달고 3권의 단행본이 출판되었다.
- 마쓰모토 히토시의 플레이 보우즈 (주간 플레이 보이, 슈에이샤) 2000년 7월 18일호~현재

[플레이 보우즈]・[마쓰모토 히토시의 분노]는 이 연재를 토대로 출판된 단행본이다.

## 특집・대담 등
2007년 6월경, 대일본인 공개에 맞추어 인터뷰 러쉬가 있었다. 모든 인터뷰 리스트는 각주 참조.。
- 마쓰모토 히토시 + 낸시 세키 (CREA, 문예춘추)1994년 5월호

낸시 세키와의 대담을 수록.
- 천재인가 바보인가? (별책 新潮45, 신쵸샤)1998년 2월호

비트 다케시와의 대담을 수록. 후에 책으로 출시되었다. ISBN 978-4-10-122550-0
- 첫 감독 영화 [대일본인]의 촬영을 끝내고 (AERA, 아사히 신문사) 2007년 4월 30일~5월 7일 합병호
- 마쓰모토 히토시는 슬프다 (CUT, ロッキング・オン) 2007년 6월호
- [대일본인] 라운드 인터뷰 전공개 (広告批評, マドラ出版) 2007년 6월호 (315호)
- 총력특집 마쓰모토 히토시 (QuickJapan, 太田出版) 2007년 6월 11일 (Vol.72) ISBN 978-4-7783-1080-6
- 大松本論 (BRUTUS, 매거진 하우스) 2007년 6월 12일호

시게키 켄이치로와의 대담 등을 수록.
- 마쓰모토 히토시가 그리는 일본인의 진실은!? (GQ JAPAN, Condé Nast JAPAN) 2007년 7월호
- 松本人志, 何と戦う！ (CUT, ロッキング・オン) 2008년 6월호